# Dörre Wieslein
Dörre Wieslein ist ein Naturschutzgebiet auf den Gemarkungen der Königheimer Ortsteile Pülfringen und Brehmen im Main-Tauber-Kreis in Baden-Württemberg.

## Geschichte
Durch Verordnung des Regierungspräsidiums Stuttgart über das Naturschutzgebiet Dörre Wieslein vom 18. August 1978 wurde ein Schutzgebiet mit 2,46 Hektar ausgewiesen.

## Schutzzweck
„Wesentlicher Schutzzweck ist die Erhaltung eines durch Austritt von Quellwasser geprägten natürlichen Feuchtgebiets, das im Zusammenhang mit den umgebenden Trocken- und Buschflächen einen wertvollen Lebensraum für eine vielfältige und teilweise bedrohte Tier- und Pflanzenwelt darstellt und damit gleichzeitig als ökologischer Ausgleichsraum der intensiv genutzten Flächen der Umgebung dient“ (LUBW).